# Festuca agustini
Festuca agustini là một loài thực vật có hoa trong họ Hòa thảo. Loài này được Linding. mô tả khoa học đầu tiên năm 1926.